# 機務六条
機務六条（きむろくじょう）とは、1886年（明治19年）9月7日に明治天皇と伊藤博文（内閣総理大臣兼宮内大臣）が内閣を代表する形で交わした約束事。これによって、天皇と内閣の関係を規定すると同時に、明治天皇が親政の意思を事実上放棄して、天皇の立憲君主としての立場を受け入れることを表明した。

## 内容
- 内閣に於て重要の国務会議の節は、総理大臣より臨御及上奏候上は、直に御聴許可被為在事
- 各省より上奏書に付、御下問被為在候節は、主務大臣又は次官被召出、直接御下問被為在度事
- 必要之場合には地方行幸被為在度事
- 総理大臣又は外務大臣より、内外人至当之資格ある者に御陪食を願出候節は、御聴許可被仰付事
- 国務大臣、主管事務上に付拝謁願出候節は、直に御聴許可被為在事
- 御仮床又は入御之節は、国務大臣御内儀に於て拝謁被仰付事　但書面又は出仕等の伝奏にては到底事情を難尽、為めに機務を処理するに於て往々機会を失する虞有之候事

（『明治天皇紀』6,631頁より）

## 経緯
大久保利通死後の政局は、太政大臣三条実美・右大臣岩倉具視を擁して参議である伊藤博文・大隈重信らが支える明治政府と自由民権運動の対峙で推移していたが、明治政府の中では大きな問題が存在していた。宮内省において明治天皇の補佐・指導を担当する侍補を中心とした宮中側と政策の実務を行う太政官の間で路線対立である。
宮中側は明治天皇が儒教に基づいた東洋的な専制君主として「天皇親政」を行うべきであると主張し、明治天皇への帝王教育もその路線で行ってきた。これは将来的には天皇を西洋的な立憲君主として近代国家の中枢に据えようとする太政官の方針と矛盾したものであった。このため、岩倉や伊藤らは侍補を廃止して親政路線を停止しようと図ったが、明治天皇自身が元田永孚・佐々木高行ら侍補に心を寄せて彼らを私的なブレーンとして遇し、彼らが期待する君主像を実現させようと試みた。
1879年（明治12年）3月10日、明治天皇が「勤倹の聖旨」を公布して政府の財政路線を批判し、続いて元田に「教学聖旨」を執筆させて教育政策を批判した。伊藤らは天皇と宮中側の関係を改めさせようとしたが、急速に立憲制が確立することで公家出身の門地に依存してきた自分の地位が危うくなることを危惧した三条や岩倉は、元田や佐々木らの宮中側勢力を完全に抑えることには消極的で、大隈財政末期の外債発行問題などでは宮中側と連携して太政官側を動かそうとする動きも見せたのである。
伊藤がこうした状況の改善を試み始めたのは、岩倉が没した後の1884年（明治17年）に伊藤自らが宮内卿に就任した後であった。だがその直後、天皇が「病気」を理由に伊藤ら政府要人との謁見を拒む出来事が発生する。その背景として、キリスト教の信奉者である森有礼が文部省御用掛に内定したことついて、天皇が「教学聖旨」を無視したものと不快感を示して公務への復帰を拒んでいたと明らかとなる。しかも天皇への内定の報告が政府よりも先に宮中の側近達からされていたことに、伊藤は衝撃を受けた。伊藤はただちに森任命の意図は日本のキリスト教化を意図したものではないと釈明したものの、天皇がこれを受け入れて復帰するまでに二ヶ月もかかり、国務にも支障を来たした。
その後、伊藤は内閣制度を導入して自ら初代内閣総理大臣と宮内大臣を兼務するが、伊藤は天皇に対して立憲君主制など西洋の制度・文物を導入することが天皇の権威を損ねるものではないことを説く一方で、天皇が閣僚の仕事ぶりに疑問や不満を抱いた時にはその意向を閣僚に伝え、時には天皇と閣僚の仲裁にあたった。また、天皇の信頼する宮中側近を宮内大臣の管轄下の宮中顧問官に任じて天皇との直接的な関係を絶ったものの、漢学者として内外の信望の厚い元田を引き続き天皇の私的顧問として遇し、他の側近には爵位を与えて天皇と彼らの天皇への忠誠心を尊重する姿勢も見せた。
こうした中で天皇も次第に伊藤の政策や方針を受け入れるようになり、以前は拒否反応を示していた宮中への欧米様式の儀礼導入にも反対しないようになった。そうした中で1886年（明治19年）、天皇と内閣の関係を位置づけるため、伊藤は「機務六条」を提案し、天皇も多少の条件を付けたのみで内容そのものは受け入れたのである。

## 解説
全6条から構成されている。
- 第1条では、太政官時代には（実際の事例は少ないものの）原則として天皇はいつでも閣議に臨御して自由に意見を述べることが出来たが、今後は総理大臣の要請がない限りは閣議には加わらないことになり、総理大臣が閣議の主宰者であることを確認した。
- 第2条では、天皇の国政に関する顧問は所管大臣と次官に限定した（元田の存在は例外であったが、専門の教育問題や天皇の個人的な問題以外での発言は事実上封じられることになった）。
- 第3条・第4条では、天皇が好き嫌いで儀式を拒絶したりしないことの確約を得た。
- 第5条・第6条では決して壮健とは言い難い天皇の体調に配慮しつつも、健康問題を理由としてむやみに大臣との謁見を拒んだり、公務を滞らせる事態を最低限に留めて国務への影響を防ぐこととした（特に森有礼の御用掛任命の際の公務復帰拒否のような事態を防止する点が重要視された）。

## 影響
「機務六条」が定められて以後、天皇は閣僚と直接謁見して政策について下問したりするようになり、また以前は「外国人」に対する恐怖から渋りがちだった外交団との謁見にも応じるなど、天皇自らが立憲君主としての振る舞いを積極的に行うようになった。特に1887年（明治20年）、条約改正や欧化政策に対する反発から伊藤の宮内大臣辞任を要求する意見が宮中側近側より出た際には、天皇は伊藤の辞任を認めず、引き続き宮内大臣及び憲法草案作成の職務にあたるよう指示した。さらに宮中側近側にあった農商務大臣谷干城が条約改正案反対の上奏を行おうとした際には、元田が谷への謁見を勧めたにもかかわらず、天皇は機務六条の原則を守り、また外務大臣の職務を犯すべきではないとして謁見を拒否し、谷の更迭を許した。
以後、明治天皇は御前会議などの内閣の要請がない限りは、内閣の政策に直接参与することは次第になくなり、立憲君主としての立場を明確にするようになる。この天皇と内閣との関係は大日本帝国憲法・内閣官制においてもほぼそのまま引き継がれることになる。また、伊藤を明治政府の中心的人物として重んじるようになり、立憲政友会結党の際に意見の相違はあったものの、両者の間には強い信頼関係が形成されることになった。